# 恆耀能源
恆耀能源股份有限公司(簡稱為恆耀能源，英文簡解：LausDeo)，是台灣一家從事磷酸鋰鐵材料相關產業的公司，以磷酸鋰鐵正極材料、磷酸鋰鐵錳正極材料及磷酸鋰鐵行動電源研發及販售為主，現行坐落於桃園縣楊梅市，並已經建立磷酸鋰鐵小型量產線。

## 歷史
- 2013年3月 公司成立
- 2017年初 停止營運
- 2017年6月 由新團隊進入開始營運
- 現況停業中

## 主要產品
- 磷酸鋰鐵正極材料
- 磷酸鋰鐵錳正極材料
- 磷酸鋰鐵電池應用
- 石墨稀